# Asioryctes nemegtensis
Asioryctes nemegtensis és una espècie extinta de mamífer asiorictiteri de la família dels asioríctids que visqué a Àsia durant el Cretaci superior, fa entre 72,1 i 83,5 milions d'anys. Se n'han trobat restes fòssils a la província mongola d'Ömnögovi. Es tracta de l'única espècie del gènere Asioryctes.